# Selve Marcone
Selve Marcone ist eine Fraktion der italienischen Gemeinde (comune) Pettinengo in der Provinz Biella (BI), Region Piemont.

## Geographie
Der Ort liegt etwa 7 km nordöstlich der Provinzhauptstadt Biella auf einer Höhe von 750 m s.l.m. zwischen dem Valle Cervo und dem östlich gelegenen Valle di Mosso.

## Geschichte
Bis 2016 war Selve Marcone eine eigenständige Gemeinde. Das Gebiet der ehemaligen Gemeinde Selve Marcone umfasst eine Fläche von 2 km²  mit zuletzt 93 Einwohnern (Stand 31. Dezember 2016). Die Nachbargemeinden waren Andorno Micca, Callabiana, Piedicavallo, Rassa und Tavigliano.
Seit 2017 gehört Selve Marcone zur Gemeinde Pettinengo.